# Gentiana choanantha
Gentiana choanantha är en gentianaväxtart som beskrevs av Marquand. Gentiana choanantha ingår i släktet gentianor, och familjen gentianaväxter. Inga underarter finns listade i Catalogue of Life.